# Помилка вибіркових доказів
Помилка вибіркових доказів, приховування доказів, помилка неповних доказів або черріпікінг (від англ. Cherry picking, дос. «відбирання вишні») — вказування на окремі випадки або дані, які, здається, підтверджують певну позицію, ігноруючи значну частину пов'язаних і подібних випадків або даних, які можуть суперечити цій позиції. Помилка вибіркових доказів може бути вчинена навмисно або ненавмисно. У результаті помилки може бути створена нерепрезентативна вибірка.
Помилка вибіркових доказів має негативний відтінок, оскільки на практиці нехтує або прямо приховує докази, які можуть привести до повної картини.
Помилку вибіркових доказів можна знайти в багатьох логічних помилки. Наприклад, помилка анекдотичних доказів має тенденцію упускати велику кількість даних на користь відомих особисто, «вибіркове використання доказів» відкидає матеріал, несприятливий для аргументації, тоді як помилкова дихотомія вибирає тільки два варіанти, коли доступні інші. Деякі вчені класифікують помилку вибіркових доказів як помилку вибіркової уваги, найпоширенішим прикладом якого є упередженість підтвердження. Помилка вибіркових доказів може стосуватися відбору даних або наборів даних, тому дослідження або опитування дадуть бажані, передбачувані результати, які можуть вводити в оману або навіть повністю суперечити дійсності.

## Історія
Анекдотична історія про філософа-атеїста 5 століття до нашої ери Діагора Мілоського розповідає, як, коли показали обітні дари людей, які нібито врятувалися від загибелі через корабельну аварію, молячись богам, він вказав, що багато людей «мали» померти в морі, незважаючи на їхні молитви, але ці випадки не були враховані. Мішель де Монтень (1533-1592) у своєму есе про пророцтва коментує людей, які готові повірити в вірність імовірних провидців:
Я бачу деяких, кому дуже дано вивчати та коментувати їхні альманахи і надавати їх нам як авторитет, коли щось співпадає; і, в цьому відношенні, зрідка можливо, що ці імовірні авторитети іноді натикаються на правду серед нескінченної кількості брехні. ... Я думаю, що вони ніколи не кращі за таке випадкове влучання. ... [Ніхто] не фіксує їхні помилки та помилкові прогнози, оскільки вони нескінченні й поширені; але якщо вони чіпляють одну істину, то вона несе в собі потужне повідомлення, як рідкісна, неймовірна і дивовижна.

## У науці

Вибіркові докази часто використовуються в запереченні науки, наприклад для заперечення змін клімату. Наприклад, свідомо вибираючи відповідні періоди часу (1998–2012), можна створити штучну «паузу», навіть якщо спостерігається тенденція до потепління.

Вибіркові докази є однією з епістемологічних характеристик деніалізму і широко використовується різними деніалістами наук, щоб, здавалося б, суперечити науковим висновкам. Наприклад, вони використовуються в запереченні зміни клімату, заперечення еволюції креаціоністами, заперечення негативного впливу на здоров’я споживання тютюнових виробів та пасивного куріння.
Вибір зробити вибірковий відбір серед конкуруючих доказів, щоб підкреслити ті результати, які підтверджують дану позицію, ігноруючи або відкидаючи будь-які висновки, які не підтверджують її, є практикою, відомою як «вибірковість доказів» і є ознакою поганої науки або псевдонауки.—  Richard Somerville, Testimony before the US House of Representatives Committee on Energy and Commerce Subcommittee on Energy and Power, March 8, 2011.

Сувора наука розглядає всі докази (а не вибирає лише сприятливі докази), контролює змінні, щоб визначити, що насправді працює, використовує засліплені спостереження, щоб мінімізувати наслідки упередженості, і використовує внутрішньо послідовну логіку».—  Steven Novella, "A Skeptic In Oz", April 26, 2011

## У медицині
У дослідженні 2002 року, огляд попередніх медичних даних показав, що вибірковий збір у тестах на ліки від депресії:
[дослідники] переглянули 31 дослідження ефективності антидепресантів, щоб визначити основні критерії виключення, які використовуються для визначення відповідності участі. Їхні висновки свідчать про те, що пацієнти в поточних дослідженнях антидепресантів становлять лише меншість пацієнтів, які лікуються в рутинній клінічній практиці від депресії. За словами авторів, виключення потенційних суб’єктів клінічного дослідження з певними профілями означає, що здатність узагальнювати результати досліджень ефективності антидепресантів не має емпіричного підтвердження.

## В аргументації
У аргументації практика «видобування цитат» є формою вибіркових доказів, у якому учасник дебатів вибірково вибирає деякі цитати, що підтримують позицію (або перебільшують протилежну позицію), ігноруючи ті, що модерують оригінальну цитату або ставлять її в інший контекст. Збір черешні в дебатах є великою проблемою, оскільки самі факти правдиві, але їх потрібно помістити в контекст. Оскільки дослідження не можна проводити в прямому ефірі та часто буває невчасним, вибрані факти чи цитати зазвичай залишаються в суспільному руслі й, навіть коли їх виправляють, призводять до широкого викривлення цільових груп.

## Односторонній аргумент
Односторонній аргумент (також відомий як укладка карт, укладання колоди, ігнорування контрдоказів, та приховані докази) це неформальна помилка, яка виникає, коли наводяться лише причини, що підтверджують пропозицію, тоді як усі причини, що протидіють, опускаються.
Професор філософії Пітер Субер написав: «Ошибка однобічності не робить аргумент недійсним. Він навіть не може зробити аргумент безглуздим. Помилка полягає в тому, щоб переконати читачів і, можливо, нас самих, що ми сказали достатньо, щоб нахилити шкалу доказів і, отже, достатньо, щоб виправдати рішення. Однак якщо ми були односторонніми, то ми ще не сказали достатньо, щоб виправдати суд. Аргументи з іншого боку можуть бути сильнішими, ніж наші власні. не дізнаються, доки ми їх не перевіримо. Отже, помилка однобічності не означає, що ваші передумови хибні чи невідповідні, а лише те, що вони неповні».
Складання карт – це пропагандистська техніка, яка намагається маніпулювати сприйняттям проблеми аудиторією, підкреслюючи одну сторону та пригнічуючи іншу. Такого акценту можна досягти за допомогою упередженості ЗМІ або використання односторонніх свідчень, або просто цензури голосів критиків. Цей прийом зазвичай використовується в переконливих промовах політичних кандидатів, щоб дискредитувати своїх опонентів і показати себе більш гідними.
Термін походить від трюку ілюціоніста «укладання колоди», який передбачає подання колоди карт, яка здається перемішана випадковим чином, але насправді «складена» у певному порядку. Фокусник знає порядок і вміє контролювати результат трюку. У покері карти можна складати так, щоб певні руки роздавали певним гравцям.
Явище можна застосувати до будь-якої теми і має широке застосування. Щоразу, коли існує широкий спектр інформації, видимість можна сфальсифікувати, висвітлюючи одні факти та ігноруючи інші. Складання карт може бути інструментом адвокаційних груп або тих груп, які мають конкретні плани. Наприклад, плакат про вступ може бути зосереджений на вражаючій картині з такими словами, як «подорож» і «пригода», а слова «зареєструватися на два-чотири роки» розташувати внизу меншим і менш помітним розміром шрифту.